# Reggiana Calcio Femminile 2010-2011
Questa voce raccoglie le informazioni riguardanti l'Associazione Sportiva Dilettantistica Reggiana Calcio Femminile nelle competizioni ufficiali della stagione 2010-2011.

## Stagione
Nel campionato di Serie A 2010-2011 il club terminò al 10º posto, mentre in Coppa Italia non riuscì a superare gli ottavi di finale, ai quali accedeva per diritto, venendo eliminata dal Firenze per 1-0.
Finalista di Supercoppa grazie al successo in Coppa Italia l'anno precedente, ritrova la Torres campione d'Italia che nella finale secca di Umbertide del 29 agosto 2010 la batte per 2-0, con reti di Elisabetta Tona all'11' e di Silvia Fuselli al 68'.

## Rosa
| N. |                   | Ruolo | Calciatrice      |
| -- | ----------------- | ----- | ---------------- |
|    | Italia (bandiera) | P     | Sabrina Tasselli |
|    | Italia (bandiera) | P     | Silvia Vicenzi   |
|    | Italia (bandiera) | D     | Alessia Bonati   |
|    | Italia (bandiera) | D     | Roberta Casile   |
|    | Italia (bandiera) | D     | Elisa Giubertoni |
|    | Italia (bandiera) | D     | Valeria Magrini  |
|    | Italia (bandiera) | D     | Laura Neboli     |
|    | Italia (bandiera) | D     | Elisa Prati      |
|    | Italia (bandiera) | D     | Alice Ternelli   |
|    | Italia (bandiera) | D     | Simona Zani      |
|    | Italia (bandiera) | C     | Lara Barbieri    |
|    | Italia (bandiera) | C     | Martina Capelli  |

| N. |                    | Ruolo | Calciatrice         |
| -- | ------------------ | ----- | ------------------- |
|    | Italia (bandiera)  | C     | Debora Fragni       |
|    | Albania (bandiera) | C     | Atdhetare Halitjaha |
|    | Italia (bandiera)  | C     | Giulia Nasuti       |
|    | Italia (bandiera)  | C     | Eleonora Prost      |
|    | Italia (bandiera)  | C     | Elisabetta Spina    |
|    | Italia (bandiera)  | A     | Federica Boni       |
|    | Italia (bandiera)  | A     | Sara Colzi          |
|    | Italia (bandiera)  | A     | Fabiana Costi       |
|    | Italia (bandiera)  | A     | Valeria Davoli      |
|    | Italia (bandiera)  | A     | Giusy Faragò        |
|    | Italia (bandiera)  | A     | Marta Mason         |
|    | Italia (bandiera)  | A     | Sabrina Sernesi     |

## Calciomercato

### Sessione estiva
| Acquisti | Acquisti            | Acquisti            | Acquisti   |
| R.       | Nome                | da                  | Modalità   |
| -------- | ------------------- | ------------------- | ---------- |
| D        | Simona Zani         |                     |            |
| C        | Atdhetare Halitjaha |                     |            |
| A        | Federica Boni       | Fortitudo Mozzecane |            |
| A        | Marta Mason         | Venezia 1984        | definitivo |
| A        | Sabrina Sernesi     | Montale             | definitivo |

|  |

### Sessione invernale
|  |

| Cessioni | Cessioni     | Cessioni   | Cessioni   |
| R.       | Nome         | a          | Modalità   |
| -------- | ------------ | ---------- | ---------- |
| C        | Laura Neboli | Tavagnacco | definitivo |

## Risultati

### Serie A

#### Girone di andata
| 25 settembre 2010 1ª giornata | Torino                         | 0 – 0 referto | Reggiana | \| Arbitro: \| Ludovico Ruffinengo (Pinerolo) \| |
| Arbitro:                      | Ludovico Ruffinengo (Pinerolo) |               |          |                                                  |

| Reggio nell'Emilia 9 ottobre 2010 2ª giornata | Reggiana               | 0 – 0 referto | Brescia | \| Arbitro: \| Federico Tita (Latina) \| |
| Arbitro:                                      | Federico Tita (Latina) |               |         |                                          |

| Arbitro: | Marco Minotti (Roma) |

|  |           |           |
|  | Marcatori | 55’ Mason |

| Arbitro: | Alessio Saccenti (Modena) |

|  |           |                                      |
|  | Marcatori | 69’ Camporese 89’ Iannella 91’ Fadda |

| Arbitro: | Andrea Suaria (Milano) |

|           |           |             |
| Prost 38’ | Marcatori | 51’ Vitanza |

| Arbitro: | Gianluca Sartori (Vicenza) |

|                  |           |  |
| Vicchiarello 73’ | Marcatori |  |

| Arbitro: | Graziella Pirriatore (Bologna) |

|                |           |            |
| Mason 80’, 91’ | Marcatori | 93’ Guagni |

| Arbitro: | Andrea Giuseppe Zanonato (Vicenza) |

|              |           |                               |
| Piccinno 92’ | Marcatori | 13’ Colzi 56’ Prost 84’ Mason |

| Arbitro: | Simone Sabbatini (Forlì) |

|                        |           |                  |
| Casile 18’ Capelli 65’ | Marcatori | 66’ Dallagiacoma |

| Arbitro: | Stefano Adamo (Aprilia) |

|                         |           |  |
| Barreca 42’ Tuttino 85’ | Marcatori |  |

| Arbitro: | Gabriele Agostini (Bologna) |

|  |           |                                         |
|  | Marcatori | 4’ Laterza 25’ Mascanzoni 37’ Capovilla |

| Arbitro: | Fabrizio Marchetti (Tolmezzo) |

|              |           |           |
| Sorvillo 86’ | Marcatori | 36’ Mason |

| Arbitro: | Federico Tita (Latina) |

|                          |           |                            |
| Bonati 70’ Halitjaha 84’ | Marcatori | 48’ De Stefano 53’ Toselli |

#### Girone di ritorno
| Arbitro: | Aldo Marchese (Cosenza) |

|  |           |                        |
|  | Marcatori | 4’ Bonansea 21’ Sodini |

| Arbitro: | Vincenzo Marrazzo (Lecco) |

|                       |           |  |
| Boni 72’ Sabatino 82’ | Marcatori |  |

| Arbitro: | Matteo Bolsi (Parma) |

|           |           |                            |
| Colzi 34’ | Marcatori | 16’ (rig.) Zorri 18’ Poeta |

| Arbitro: | Emilio Amici (Ciampino) |

|            |           |  |
| Panico 49’ | Marcatori |  |

| Arbitro: | Andrea Capone (Palermo) |

|               |           |                     |
| Minciullo 46’ | Marcatori | 34’ Mason 77’ Colzi |

| Arbitro: | Daniele Marchi (Bologna) |

|                     |           |                  |
| Colzi 43’ Mason 85’ | Marcatori | 30’ Vicchiarello |

| Arbitro: | Gianmarco Capezzi (San Giovanni Valdarno) |

|                           |           |                   |
| Patu 60’ (rig.) Bruno 66’ | Marcatori | 47’ (rig.) Nasuti |

| Arbitro: | Graziella Pirriatore (Bologna) |

|                  |           |                                                     |
| Mauri 87’ (aut.) | Marcatori | 5’ Fumagalli 8’, 58’ Piccinno 22’ Perini 47’ Trezzi |

| Arbitro: | Alessandro Capovilla (Verona) |

|             |           |  |
| Rigatti 66’ | Marcatori |  |

| Arbitro: | Matteo Bolsi (Parma) |

|  |           |            |
|  | Marcatori | 79’ Pasqui |

| Arbitro: | Enrico Tugnoli (Ferrara) |

|  |           |                                                               |
|  | Marcatori | 12’, 51’ Faragò 14’, 31’ Nasuti 25’, 48’, 58’ Colzi 80’ Costi |

| Arbitro: | Giuseppe Maria Giordano (Lodi) |

|           |           |                                                    |
| Costi 88’ | Marcatori | 29’, 35’, 64’, 74’ Bonetti 80’ Riboldi 85’ Bissoli |

| Arbitro: | Luca Detta (Mantova) |

|                                           |           |  |
| Battocchio 32’, 66’ Girelli 58’ Ledri 87’ | Marcatori |  |

### Coppa Italia

#### Ottavi di finale
| Firenze 8 dicembre 2010, ore 15:00 (CET) | Firenze | 1 – 0 | Reggiana | Imp. Sport. San Marcellino |

### Supercoppa
| Arbitro: | Nicola Lopreiato (Perugia) |

|                      |           |  |
| Tona 11’ Fuselli 68’ | Marcatori |  |

## Statistiche

### Statistiche delle giocatrici
| Giocatore     | Serie A  | Serie A | Serie A     | Serie A    | Coppa Italia | Coppa Italia | Coppa Italia | Coppa Italia | Supercoppa | Supercoppa | Supercoppa  | Supercoppa | Totale   | Totale | Totale      | Totale     |
| Giocatore     | Presenze | Reti    | Ammonizioni | Espulsioni | Presenze     | Reti         | Ammonizioni  | Espulsioni   | Presenze   | Reti       | Ammonizioni | Espulsioni | Presenze | Reti   | Ammonizioni | Espulsioni |
| ------------- | -------- | ------- | ----------- | ---------- | ------------ | ------------ | ------------ | ------------ | ---------- | ---------- | ----------- | ---------- | -------- | ------ | ----------- | ---------- |
| L. Barbieri   | 10       | 0       | 1           | 0          | ?            | 0            | ?            | ?            | 1          | 0          | 0           | 0          | 11+      | 0      | 1+          | 0+         |
| A. Bonati     | 9        | 1       | 0           | 0          | ?            | 0            | ?            | ?            | 0          | 0          | 0           | 0          | 9+       | 1      | 0+          | 0+         |
| F. Boni       | 1        | 0       | 0           | 0          | ?            | 0            | ?            | ?            | -          | -          | -           | -          | 1+       | 0      | 0+          | 0+         |
| M. Capelli    | 15       | 1       | 1           | 0          | ?            | 0            | ?            | ?            | 1          | 0          | 0           | 0          | 16+      | 1      | 1+          | 0+         |
| R. Casile     | 25       | 1       | 0           | 0          | ?            | 0            | ?            | ?            | 1          | 0          | 0           | 0          | 26+      | 1      | 0+          | 0+         |
| S. Colzi      | 25       | 7       | 0           | 0          | ?            | 0            | ?            | ?            | 1          | 0          | 0           | 0          | 26+      | 7      | 0+          | 0+         |
| F. Costi      | 18       | 2       | 2           | 0          | ?            | ?            | ?            | ?            | -          | -          | -           | -          | 18+      | 2+     | 2+          | 0+         |
| V. Davoli     | 1        | 0       | 0           | 0          | ?            | ?            | ?            | ?            | -          | -          | -           | -          | 1+       | 0+     | 0+          | 0+         |
| G. Faragò     | 6        | 2       | 0           | 0          | ?            | 0            | ?            | ?            | 1          | 0          | 0           | 0          | 7+       | 2      | 0+          | 0+         |
| D. Fragni     | 25       | 0       | 1           | 0          | ?            | 0            | ?            | ?            | 1          | 0          | 0           | 0          | 26+      | 0      | 1+          | 0+         |
| E. Giubertoni | 9        | 0       | 1           | 0          | ?            | 0            | ?            | ?            | 1          | 0          | 0           | 0          | 10+      | 0      | 1+          | 0+         |
| A. Halitjaha  | 14       | 1       | 1           | 0          | ?            | ?            | ?            | ?            | -          | -          | -           | -          | 14+      | 1+     | 1+          | 0+         |
| V. Magrini    | 24       | 0       | 2           | 0          | ?            | 0            | ?            | ?            | 1          | 0          | 0           | 0          | 25+      | 0      | 2+          | 0+         |
| M. Mason      | 25       | 6       | 1           | 0          | ?            | 0            | ?            | ?            | 1          | 0          | 0           | 0          | 26+      | 6      | 1+          | 0+         |
| G. Nasuti     | 26       | 3       | 1           | 0          | ?            | 0            | ?            | ?            | 1          | 0          | 0           | 0          | 27+      | 3      | 1+          | 0+         |
| L. Neboli     | 8        | 0       | 0           | 0          | ?            | 0            | ?            | ?            | 1          | 0          | 0           | 0          | 9+       | 0      | 0+          | 0+         |
| E. Prati      | 0        | 0       | 0           | 0          | ?            | 0            | ?            | ?            | 1          | 0          | 0           | 0          | 1+       | 0      | 0+          | 0+         |
| E. Prost      | 25       | 3       | 1           | 0          | ?            | 0            | ?            | ?            | 1          | 0          | 0           | 0          | 26+      | 3      | 1+          | 0+         |
| S. Sernesi    | 0        | 0       | 0           | 0          | ?            | ?            | ?            | ?            | -          | -          | -           | -          | 0+       | 0+     | 0+          | 0+         |
| E. Spina      | 25       | 0       | 1           | 0          | ?            | 0            | ?            | ?            | 1          | 0          | 0           | 0          | 26+      | 0      | 1+          | 0+         |
| S. Tasselli   | 5        | -6      | 0           | 0          | ?            | 0            | ?            | ?            | 1          | 0          | 0           | 0          | 6+       | -6     | 0+          | 0+         |
| S. Ternelli   | 0        | 0       | 0           | 0          | ?            | ?            | ?            | ?            | -          | -          | -           | -          | 0+       | 0+     | 0+          | 0+         |
| S. Vicenzi    | 22       | -38     | 1           | 1          | ?            | ?            | ?            | ?            | 1          | -2         | 0           | 0          | 23+      | -40+   | 1+          | 1+         |
| S. Zani       | 24       | 0       | 0           | 0          | ?            | 0            | ?            | ?            | 1          | 0          | 0           | 0          | 25+      | 0      | 0+          | 0+         |